# Castel dell'Ovo
Le Castel dell'Ovo (en français : château de l'Œuf) est un château situé dans la ville italienne de Naples.

## Historique
Le Castel dell'Ovo (Castrum Ovi, en latin) est le plus ancien château de Naples, indissociable de l'histoire de sa fondation par des Grecs abordant l'îlot de Partenope, où ils construisirent au VIIe siècle av. J.-C. un système défensif. L'édifice est situé sur une petite île, la Mégaride, où les colons de Cumes fondèrent le noyau originel de la ville. Au Ier siècle av. J.-C., le patricien romain Lucius Licinius Lucullus construisit sur le site une villa magnifique, le Castellum Lucullanum. Fort de Valentinien III au début du Ve siècle, c'est à cet endroit que le dernier empereur romain d'Occident, Romulus Augustule, fut exilé par Odoacre en 476. Eugippe fonda un monastère sur le site après 492.
Les restes de l'ère romaine et les structures des fortifications ont été démolis par les résidents locaux pendant le IXe siècle afin d'en empêcher l'utilisation par les Sarrasins lors de leurs agressions. Le premier château sur le site a été construit par les Normands au XIIe siècle. L'importance du château a commencé à décliner lorsque le roi Charles Ier de Sicile construisit un nouveau château, le Castel Nuovo (château neuf), et y déménagea sa cour. Il a été l'objet de nombreux remaniements et le Castel dell'Ovo est devenu le siège de la Chambre royale et du Trésor public. Le château prend alors son apparence actuelle, avec les tours cylindriques et défensives et son chemin de ronde (XVe siècle). Il a été pilonné par l'artillerie française et espagnole au cours des guerres d'Italie. En 1795, Antonio Jerocades y est enfermé. Pendant la République napolitaine de 1799, ses canons furent utilisés par les rebelles pour décourager la population favorable aux Bourbons.
Au cours du XIXe siècle, un petit village de pêcheurs (Borgo Marinari) a vu le jour le long du mur sud du château. Ce village est aujourd'hui connu pour son port de plaisance et ses restaurants.
Le nom du château découle d'une légende médiévale attribuée au poète Virgile. Un sorcier aurait déposé un œuf magique sous les fondations du château afin de soutenir l'ensemble. Si cet œuf venait à disparaître, la forteresse s'effondrerait, entraînant la ruine de Naples. C'est ainsi que la reine Jeanne Ire de Naples a été soupçonnée d'avoir fait disparaître l'œuf et d'avoir précipité tous les maux sur la ville.

## Particularités
Le château est construit en front de mer. L'îlot est rattaché au continent par un minuscule chemin en rochers battu par les flots du port. La chaussée fait plus de 100 mètres de long. Le château est de forme rectangulaire (environ 200 mètres par 45 mètres à son endroit le plus large) et possède un bastion angulaire qui domine la chaussée. À l'intérieur des murs on trouve plusieurs bâtiments qui sont souvent utilisés pour les expositions. Derrière le château se trouve un long promontoire qui a probablement été utilisé comme une zone d'amarrage. Au sud-est, une grande tour ronde se trouve à l'extérieur des murs du château.

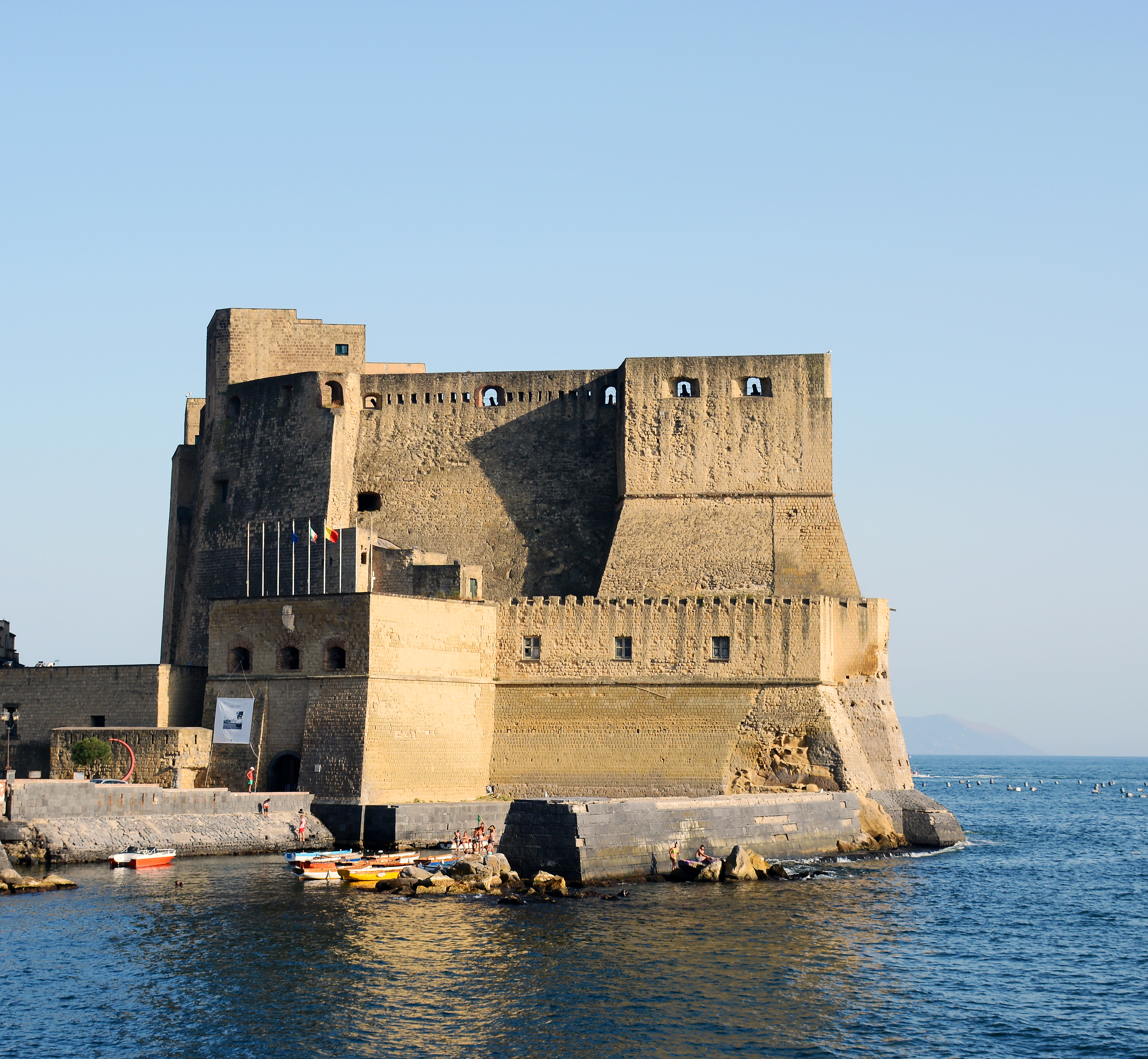
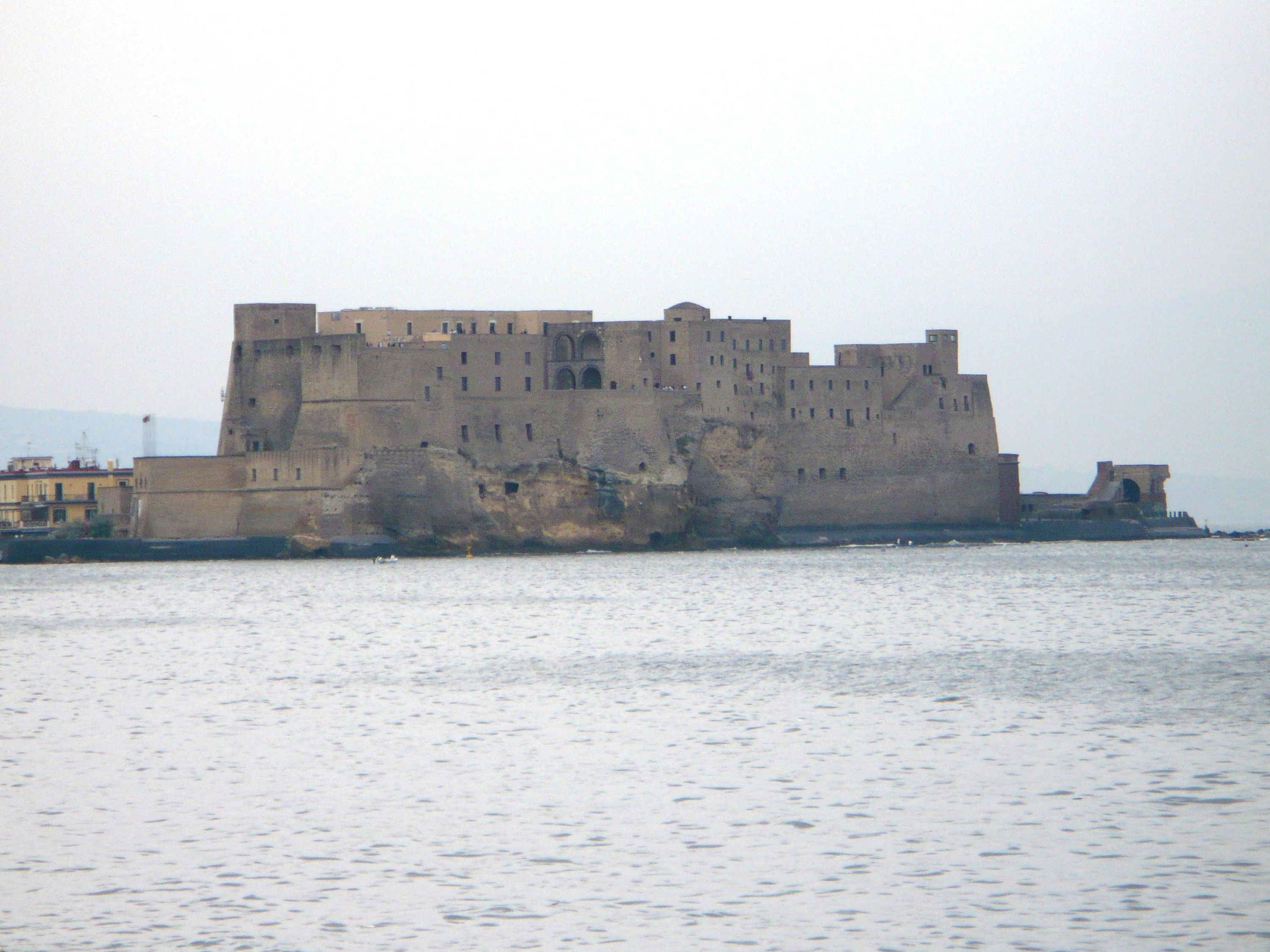
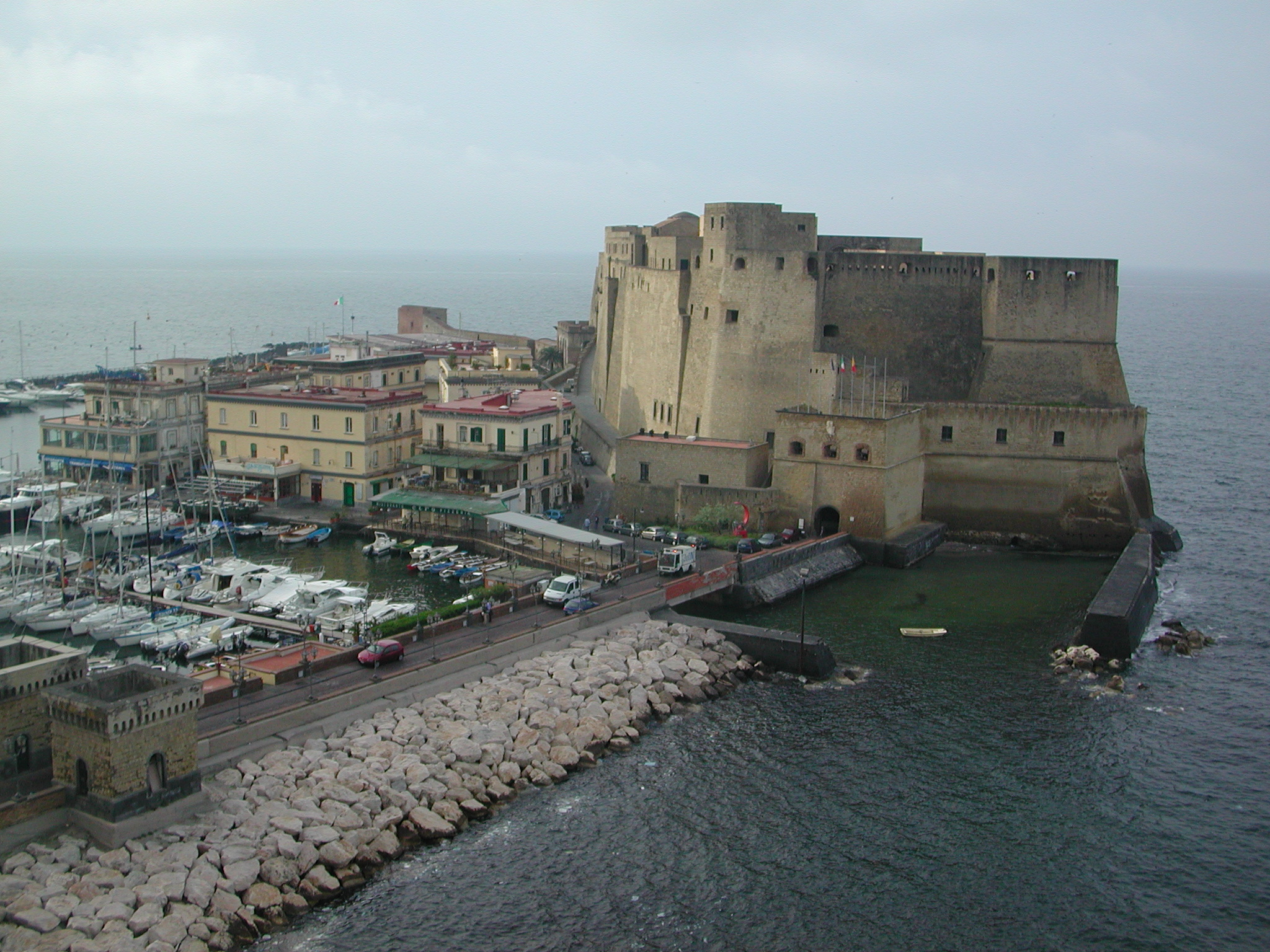
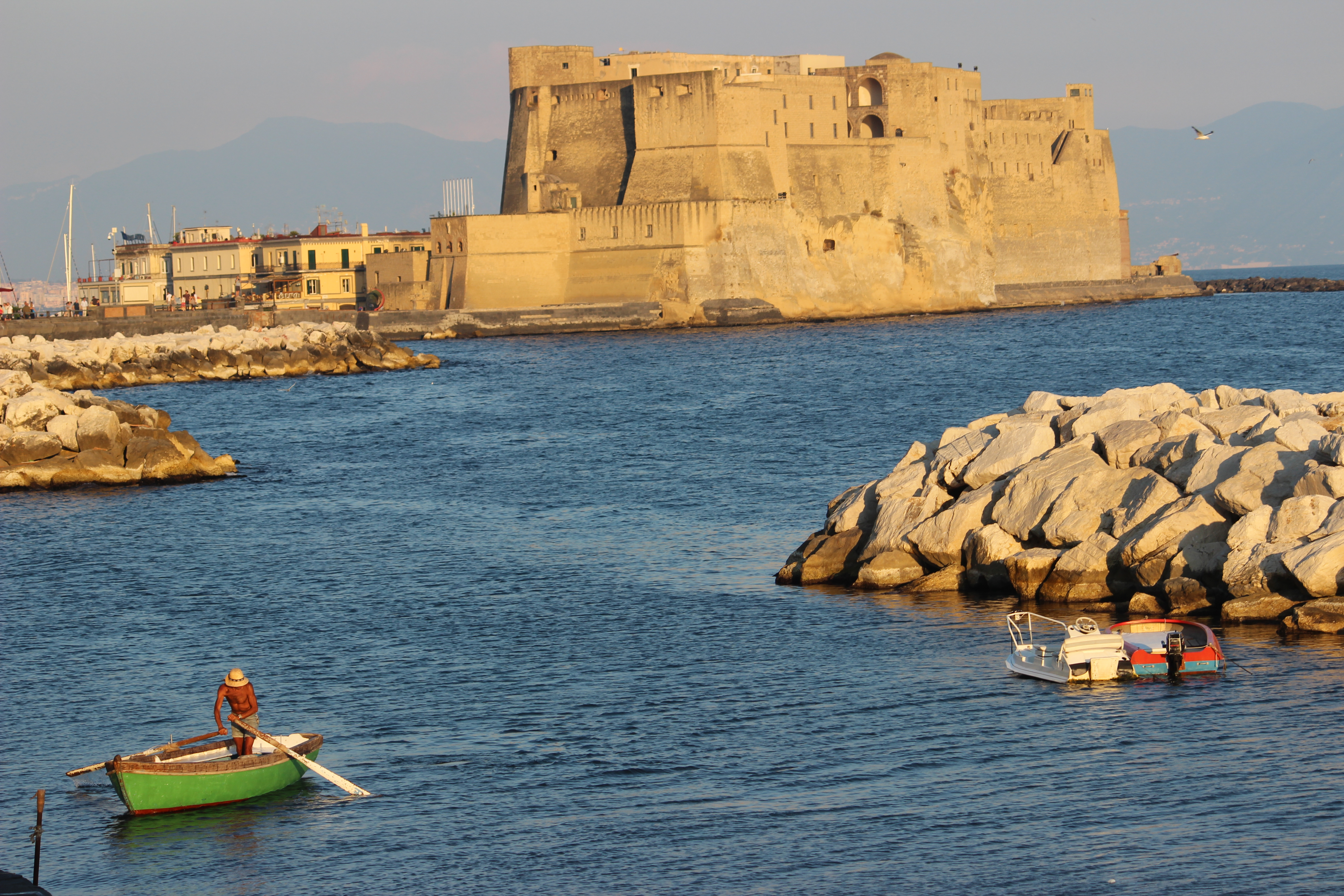

## Dans les arts

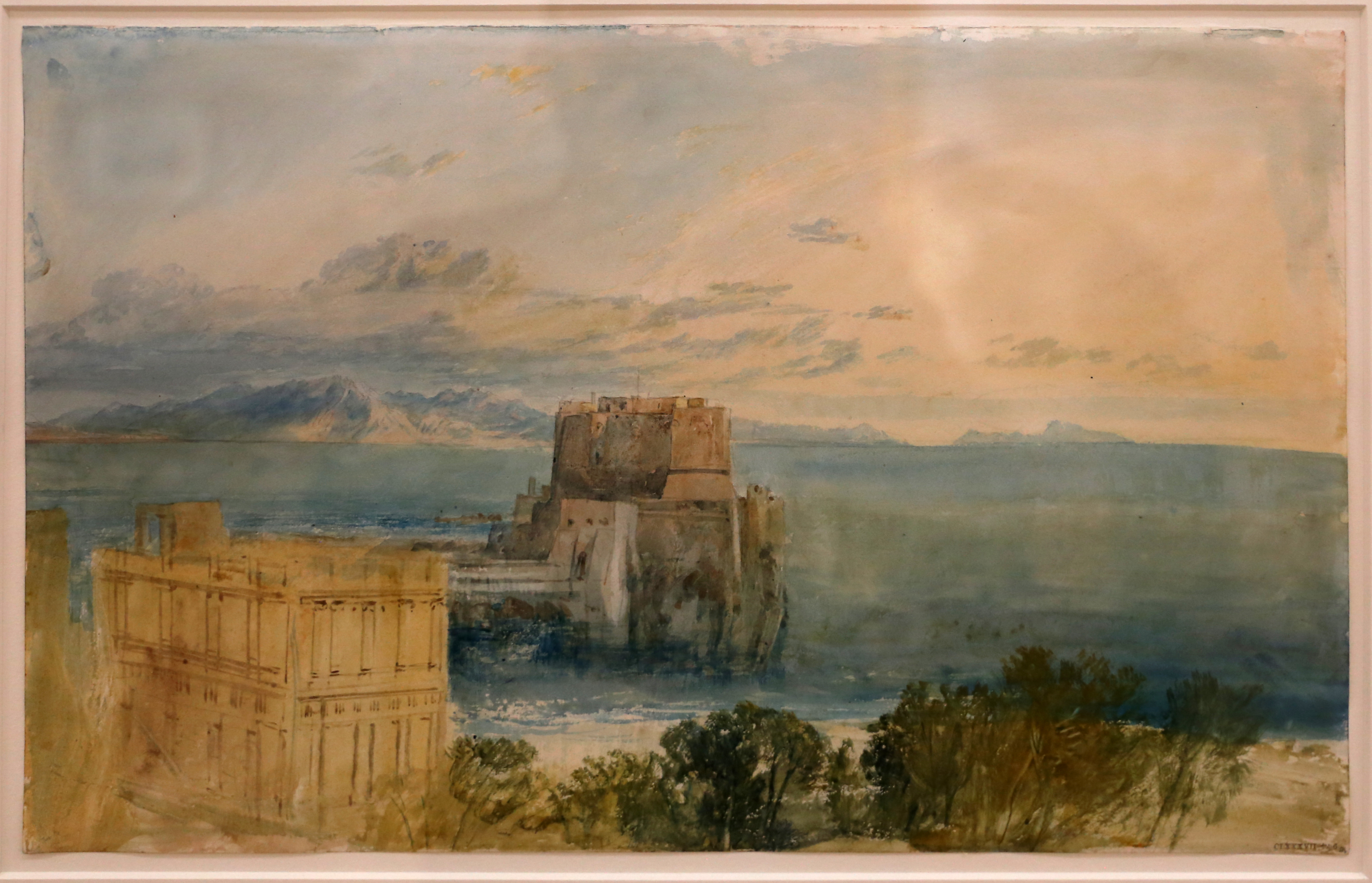
Le Castel dell'Ovo, Naples, avec Capri au loin.
William Turner, 1819
Tate Britain, Londres.

Le peintre William Turner le représente à deux reprises dans son Carnet de croquis de Naples à Rome en 1819. Cette aquarelle est conservée à la Tate Britain à Londres.

## Dans la culture populaire
- Le château apparaît dans le jeu vidéo Assassin's Creed: Brotherhood lorsque le joueur va brièvement à Naples.